# Козяр Михайло Миколайович
Ко́зяр Миха́йло Микола́йович (19 листопада 1955 року, с. Затока, Яворівський район, Львівська область) — науковець, генерал-лейтенант служби цивільного захисту. З 2006 року — ректор Львівського державного університету безпеки життєдіяльності.

## Біографія
У період 1963 до 1973 року навчався у восьмирічній школі у с. Затока та у Львівській середній школі-інтернаті № 2 з посиленою фізичною підготовкою.
У 1973 році був призваний у Збройні Сили СРСР. Строкову службу проходив в м. Києві на посаді курсанта 83-ї військової пожежно-технічної школи молодших спеціалістів, з квітня 1974 року — командир відділення 777-ї гарнізонної військової пожежної команди при в/ч 1665 у м. Львові. Демобілізований в листопаді 1975 року.
В 1975 році прийнятий на службу в органи внутрішніх справ на посаду пожежного СВПЧ-3 (самостійна військова пожежна частина) з охорони Залізничного району м. Львова.
У 1980 році закінчив Львівське пожежно-технічне училище МВС.
У 1980 році в складі зведеного загону Львівського пожежно-технічного училища МВС СРСР забезпечував охорону громадського порядку та дотримання протипожежного стану на спортивних об'єктах у м.Таллінні під час проведення «Олімпіади-80».
З початку 1981 року працював у Львівському пожежно-технічному училищі МВС СРСР на посадах начальника караулу навчальної пожежної частини, командира взводу, заступника начальника курсу, начальника курсу, проректора по стройовій частині.
У 1987 році закінчив Тернопільський державний педагогічний інститут, а у 1990 році — Владикавказьке вище військове училище МВС СРСР.
У 1989 році був учасником бойових дій в Нагірно-Карабахській автономній області, очолював зведений загін охорони громадського порядку.
Кандидат педагогічних наук з 1998 року. Тема дисертації «Педагогічні основи виховання відповідальності у курсантів навчальних закладів системи МВС».
У 1999 році, згідно з наказом МВС України, призначений ректором Львівського пожежно-технічного училища МВС України.
З 2001 до 2003 року — ректор Львівського інституту пожежної безпеки МВС України.
З лютого 2003 року до травня 2006 року — ректор Львівського інституту пожежної безпеки МНС України.
Доктор педагогічних наук з 2006 року. Тема дисертації «Теоретичні та методичні засади професійної підготовки особового складу підрозділів з надзвичайних ситуацій».
З 2006 до 2018 року ректор Львівського державного університету безпеки життєдіяльності ДСНС України
Спеціальне звання — генерал-лейтенант служби цивільного захисту.
З 2007 року — професор кафедри практичної психології та педагогіки університету. Розробив та веде курс лекцій «Професійна підготовка до діяльності в екстремальних умовах».
Член спеціалізованої вченої ради по захисту дисертацій Вінницького державного педагогічного університету ім. М.Коцюбинського.
Автор 2 монографій, 9 підручників та науково-методичних рекомендацій, понад 140 опублікованих наукових праць, як в Україні, так і за її межами, численних патентів на винахід.
Вільно володіє  російською та українською мовами.

## Нагороди
Знак "Кращому працівникові пожежної охорони" у 1997 році, Грамота Верховної ради України у 2002 році, 3 медалі "За бездоганну службу" в 1984, 1989, 2002 роках, медаль РП "За заслуги перед пожежною охороною" в 1988 році, лауреат Міжнародного академічного Рейтингу «Золота Фортуна» (2001), Відзнака МВС України «Хрест слави» у 2003 році, Орден Святого Рівноапостольського князя В.Великого 3 ступеня у 2004 році, звання «Заслужений працівник освіти України» (2004), Почесна відзнака МНС України у 2005 році, 5 відомчих та ювілейних медалей, 10 відомчих відзнак, знак МОН України "За наукові досягнення" у 2006 році, 3 Почесні грамоти МНС України у 2004, 2007 роках, Андріївська медаль "МНС України - за віру та вірність" у 2009 році, медаль ДДПБ МНС України "За доблесть і звитягу" у 2009 році, медаль "За бездоганну службу" ІІІ ступеня у 2009 році, медаль ВВ МВС України "За співпацю з внутрішніми військами МВС України" у 2010 році, медаль НАПН України "Григорій Сковорода" у 2010 році, занесений на Дошку пошани МНС України у 2010 році, визнаний кращим освітянином 2010 року в рейтингу МОН у номінації "Народ мій завжди буде", Подяка МНС України у 2011 році, Орден "За заслуги" ІІІ ступеня у 2012 році, медаль НАПН України "Ушинсткий К.Д." у 2015 році, Орден Христа Спасителя у 2015 році, член-кореспондент НАПН України у 2016 році, Орден Святого Архістратига Михаїла у 2017 році, відзнака МВС України "Вогнепальна зброя" у 2017 році, медаль НАПН України "Володимир Мономах" у 2017 році, нагрудний знак "Знак Пошани" ДСНС України у 2018 році.